# ثورات سواحل الأطلسي

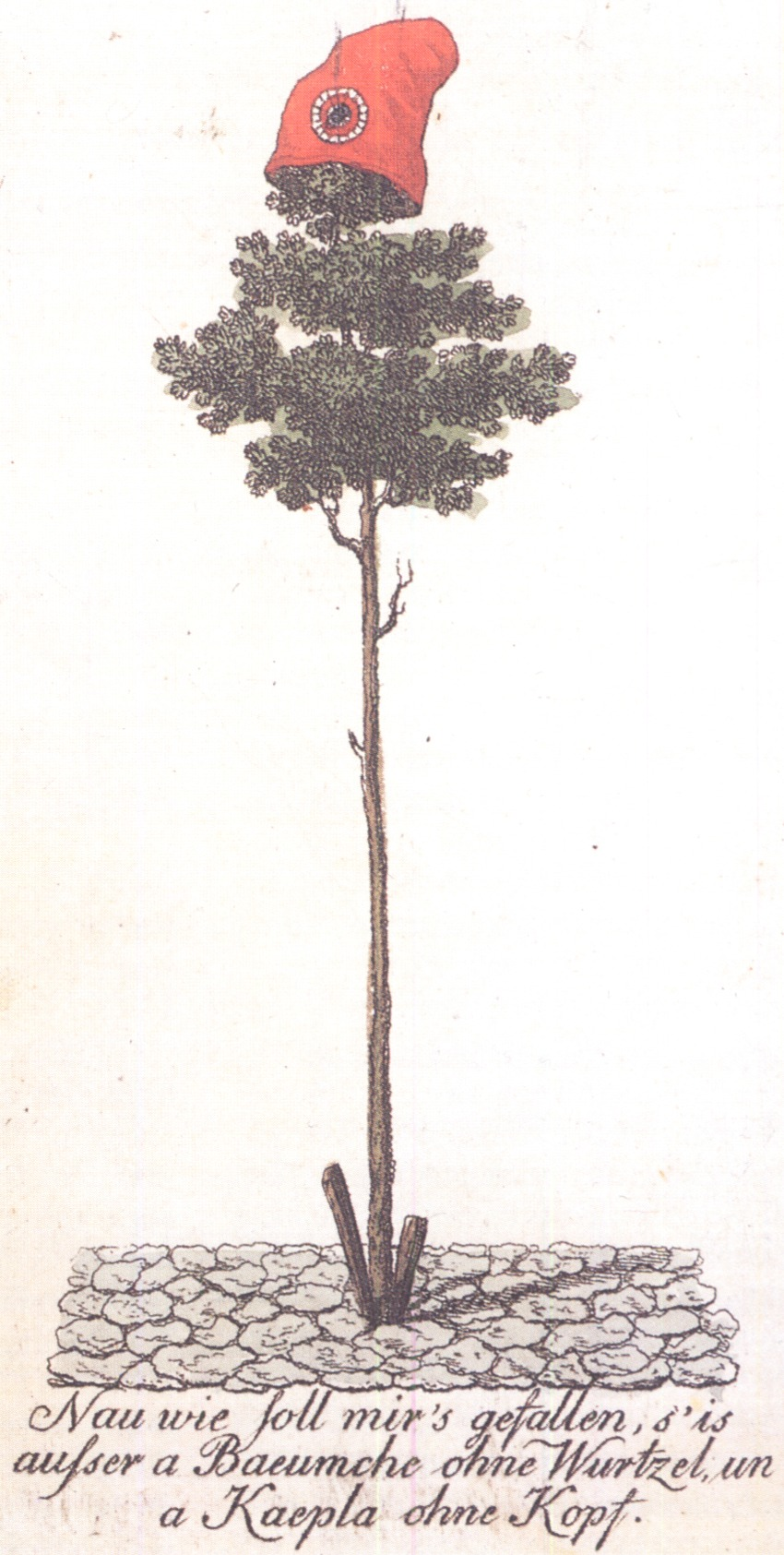
شجرة الحرية نصبت في ماينتس سنة 1793. استخدم هذه الرمز العديد من الحركات الثورية في ذلك الوقت.

كانت الثورات الأطلسي إحدى الموجات الثورية التي ظهرت أواخر القرن 18 وأوائل القرن 19. وكانت مرتبطة مع العالم الأطلسي خلال حقبة من عقد 1770 إلى عقد 1820. حيث هزت الأمريكتين وأوروبا، بما فيها الولايات المتحدة (1775-1783) وفرنسا ومناطق أوروبية تحت الهيمنة الفرنسية (1789-1814) وهايتي (1791-1804) وأيرلندا (1798) وأمريكا الإسبانية (1810-1825). وكانت هناك اضطرابات صغيرة في سويسرا وروسيا والبرازيل. وثوار كل بلد يعرف ثوار البلدان الأخرى، وكانوا نوعا ما يستوحون أو يقلدون بعضهم البعض.
بدأت حركات التحرر في العالم الجديد مع الثورة الأمريكية، 1775-1783، حيث قامت كلا من فرنسا وهولندا وأسبانيا بمساعدة الولايات المتحدة الأمريكية الوليدة لتنال استقلالها من بريطانيا. وفي عقد 1790 اندلعت الثورة الهايتية بها. وعندما تورطت اسبانيا في الحروب الأوروبية، ضمنت البر القاري للمستعمرات الإسبانية استقلال بدءا من 1820.
ومن منظور طويل المدى اعتبرت معظم الثورات ناجحة. فانتشرت أهداف الجمهورية على نطاق واسع، وأطيح بالأرستقراطيات والملكيات والكنائس التي أسسوها. وشددوا على المثل العالمية لعصر التنوير، مثل المساواة بين الجميع، وأيضا العدالة في ظل قانون تفرضه المحاكم النزيهة بدلا من عدالة معينة صدرت خلال نزوة من حاكم محلي. وأظهر الباحثون أن فكرة الثورة الحديثة هي بداية طازجة وجذرية لإنشاء حكومة جديدة يمكنها العمل فعليا على أرض الواقع. وقد استمرت العقليات الثورية بالنمو والازدهار إلى يومنا هذا.

## ثورات وطنية
- الثورة الكورسيكية (1755–1769)
- الثورة الأمريكية (1765-1783)
- ثورة جنيف 1782
- ثورة الوطنية الهولندية (1785)
- الثورة الفرنسية (1789-1799)
- ثورة لياج (1789-1795)
- ثورة برابانت (1790)
- حروب استقلال أمريكا اللاتينية
  - الثورة الهايتية (1791-1804)
  - حركات الثورة البرازيلية
    - مؤامرة ميناس في ميناس جرايس، البرازيل (1789)
    - ثورة باهيا في باهيا، البرازيل (1798)
    - ثورة بيرنامبوكو في بيرنامبوكو، البرازيل (1817)
    - إعلان استقلال البرازيل (1821-1824)

  - حروب استقلال أمريكا الإسبانية (1808-1833)
    - حرب الاستقلال الأرجنتينية
      - ثورة مايو (الأرجنتين ودول مجاورة 1810)

    - حرب الاستقلال التشيلية
    - حرب الاستقلال البيروفية
    - حرب استقلال بوليفيا
    - السيرة العسكرية لسيمون بوليفار (شمال وغرب أمريكا الجنوبية)
    - حرب استقلال الإكوادور
    - باتريا بوبا (كولومبيا)
    - حرب الاستقلال الفنزويلية
    - حرب الاستقلال المكسيكية
- حرب الدفاع عن الدستور البولندي (1792) وانتفاضة تاديوش (1794)
- الثورة الباتافية (1795)
- تمرد إسكتلندا (1797)
- تمرد ايرلندا (1798)

هناك مواضيع مختلفة تربط بين تلك الانتفاضات المتنوعة ومنها القلق على «حقوق الأشخاص» وحرية الفرد; فكرة السيادة الشعبية (غالبا ما اسندت إلى جون لوك أو جان جاك روسو) هو الإيمان ب«العقد الاجتماعي» والذي بدوره قد قنن في كثير من الأحيان في الدساتير المكتوبة، والتي هي مجمع محدد من المعتقدات الدينية التي غالبا ما ارتبطت مع الربوبية أو اللاأدرية الفولتيرية، وتتميز بتبجيل العقل واشمئزاز من الإقطاع وأحيانا الملكية نفسها. وتتشارك ثورات الأطلسي أيضا في العديد من الرموز، بما فيها نداء «الوطنية» التي استخدمتها العديد من المجموعات الثورية، ونداء «الحرية» وقبعة فريجية وسيدة الحرية وشجرة الحرية وسارية الحرية وهلم جرا.

## أشخاص وحركات
- جورج واشنطن (الولايات المتحدة)
- توماس جفرسون (الولايات المتحدة)
- بنجامين فرانكلين (الولايات المتحدة)
- أبناء الحرية (أمريكا الشمالية)
- ماركيس دي لافاييت (فرنسا وأمريكا الشمالية)
- الوطنيين (هولندا)
- جمعية أصدقاء السود (فرنسا)
- نابليون الأول (فرنسا ومعظم أوروبا)
- ريتشارد برايس وجوزيف بريستلي (بريطانيا العظمى)
- نادي اليعاقبة (فرنسا 1789–1794)
- لاوتارو لودج
- ماكسميليان روبسبيار (فرنسا)
- باسكوالي باولي (كورسيكا)
- جمعية الأيرلنديين المتحدين (أيرلندا 1791–1804)
- توماس بين (بريطانيا العظمى وأمريكا الشمالية)
- جمعية أصدقاء الشعب (بريطانيا العظمى 1792-)
- جمعية الأسكتلنديين المتحدة (اسكتلندا)
- جمعية الإنجليز المتحدة
- وولف تون (أيرلندا)
- توسان لوفرتور في هاييتي
- جمعية المتطابقين في لندن (لندن)
- فرنسيسكو ميراندا
- جمعية أبناء الحرية (كيبك)
- تاديوش كوسيوسكو
- مؤامرة ميناس (البرازيل 1789)
- ثورة باهيا (البرازيل 1798)
- سيمون بوليفار (فنزويلا-كولومبيا-إكوادور-بيرو-بوليفيا)
- خوسيه دي سان مارتين (الأرجنتين-تشيلي-بيرو)
- خوسيه ماريا موريلوس (المكسيك)
- ميغيل هيدالغو إي كوستيا (المكسيك)
- أغوستين دي إتوربيدي (المكسيك)
- فيسنتي غيريرو (المكسيك)